# Incident de Mukden
 (juillet 2010).
Si vous disposez d'ouvrages ou d'articles de référence ou si vous connaissez des sites web de qualité traitant du thème abordé ici, merci de compléter l'article en donnant les références utiles à sa vérifiabilité et en les liant à la section « Notes et références ».
Invasion japonaise de la Mandchourie
Batailles
Invasion japonaise de la Mandchourie
- Mukden
- Jiangqiao
- Pont de la rivière Nen
- Jinzhou
- Harbin
- Pacification du Mandchoukouo
- Rehe
- Grande Muraille
- Mongolie-intérieure (Suiyuan)

L'incident de Mukden (ou de Moukden ou de Mandchourie) est un évènement se déroulant le 18 septembre 1931 en Mandchourie du Sud, près de Mukden (aujourd'hui Shenyang), au cours duquel est détruite une section de voie ferrée, appartenant à la société japonaise des chemins de fer de Mandchourie du Sud (南満州鉄道株式会社, Minami Manshū tetsudō kabushiki-gaisha). Cet attentat est en réalité planifié par les Japonais eux-mêmes, lesquels redoutent la mainmise de ce territoire par la Chine sous l'égide du Kuomintang, projet perçu comme une menace contre leurs intérêts dans la région. Les militaires japonais accusent donc les Chinois d'avoir perpétré l'attentat, et usent de ce prétexte pour envahir immédiatement le Sud de la Mandchourie et créer quelques mois plus tard l'État fantoche du Mandchoukouo, sous l'autorité théorique de l'ex-empereur de Chine, Puyi. 
Cet incident « provoqué » n'est pas unique en son genre. Des procédés similaires sont utilisés sous l'impulsion du général Tanaka entre la fin des années 1920 et l'invasion du reste du territoire chinois, pour tenter de justifier l'expansionnisme japonais en Asie.
En Chine, cet incident est connu sous le nom d'incident du 9.18 (九一八事变, en pinyin : jiu yiba shibian), ou incident de Liutiaogou (sinogrammes traditionnels 柳條溝事變).

## Contexte
Après la guerre russo-japonaise (1904-1905), l'empire du Japon remplace l'Empire russe en tant que puissance dominante en Mandchourie. La politique japonaise concernant la Chine est conflictuelle tout au long des années 1930. Jusqu'à la création du quartier général impérial en 1937, l'armée japonaise du Kantôgun dispose d'une certaine indépendance en Mandchourie et dans le Nord de la Chine, à la fois à l'égard du gouvernement civil et de l'autorité militaire à Tokyo. 
À l'époque, l'empereur Shōwa et ses conseillers se demandent s'ils doivent conquérir militairement la Chine, et y établir un pouvoir de type colonial, ou bien assujettir la Chine par la voie économique. De plus, le gouvernement japonais veut maintenir la fragmentation de la Chine, afin de pouvoir traiter à son avantage avec les différentes factions chinoises, qui sont en conflit ouvert les unes contre les autres.
Une de ces factions est la clique du Fengtian dirigée par Zhang Zuolin qui contrôle de facto la Mandchourie. Cette clique doit composer avec la triple pression des soviétiques, du gouvernement central, et des japonais, et penche plutôt du côté de ces derniers. Afin d'empêcher une unification de la Chine le Japon soutient cette clique contre le gouvernement central et en 1928 il intervient lors de l'incident de Jinan contre le Kuomintang dans son expédition du Nord. La même année, comme Zhang Zuolin semble vouloir s'allier au Kuomintang, les Japonais cherche à le remplacer par un des officiers de la clique plus favorable pour eux, Yang Yuting, mais l'l'assassinat de Zhang Zuolin conduit en fait à la prise de pouvoir par son fils Zhang Xueliang qui s'alliera ouvertement avec le Kuomintang et fait exécuter Yang Yuting en 1929, ainsi que d'autres partisans des Japonais. La clique, bien que disposant d'une armée significative par rapport aux autres factions chinoises (avec des chars et une aviation), reste cependant consciente de sa faiblesse face aux Japonais et n'engage pas le combat contre eux. 
De son côté, la politique chinoise de l'époque suit la première pacification interne, et la résistance interne, et semble vouloir apaiser les Japonais. D'autant plus que, d'une part, le gouvernement nationaliste du Kuomintang est embourbé dans sa campagne contre les communistes chinois et, d'autre part, il vient de terminer sa guerre contre les derniers seigneurs de la guerre.
Ainsi l'incident de Mukden et sa suite la trêve de Tanggu s'inscrivent dans cette combinaison de la stratégie agressive de l'autorité militaire japonaise en Chine, relativement indépendante, couplée à la stratégie de non-résistance du gouvernement central chinois.

## Description
Le but des jeunes officiers japonais en Mandchourie est de donner un prétexte pouvant justifier l'invasion militaire japonaise et le remplacement du gouvernement chinois de la région par un gouvernement japonais ou fantoche. Ils choisissent donc de saboter une section de chemin de fer, près du lac Liutiao (en chinois : 柳條湖). Cette zone ne porte même pas de nom officiel et n'a d'importance militaire pour aucun des deux camps, mais elle se trouve à huit cents mètres de la garnison chinoise de Beidaying (chinois : 北大營), stationnée sous le commandement du jeune maréchal Zhang Xueliang. Le plan consiste à voir l'explosion attirer l'attention des troupes chinoises, puis à leur faire porter le chapeau afin de donner un prétexte à une invasion formelle japonaise. Aussi, afin de rendre le sabotage plus convaincant en tant qu'une attaque chinoise sur un objectif de transport japonais, et ainsi masquer leur intervention sous les traits d'une mesure légitime de protection d'un chemin de fer d'importance industrielle et économique, les Japonais nomment le site Liutaogou (chinois : 柳條"溝), ou Liutiaoqiao (chinois : 柳條"橋), ce qui signifie tranchée de Liutiao et pont de Liutiao, alors qu'en réalité le site est uniquement une section de voie ferrée sur une portion de terre plane. Un tel choix de l'emplacement de l'explosion devait permettre de faire des dégâts minimes (et donc d'effectuer des réparations minimales), à l'inverse des conséquences du choix d'un véritable pont.
Il semble que l'initiative directe soit venue de deux officiers, le colonel Seishirō Itagaki et le lieutenant-colonel Kanji Ishiwara du régiment Shimamoto[réf. nécessaire], chargés de garder le chemin de fer, et que des sapeurs aient placé les explosifs sous les rails. À environ 22 h 20, le 18 septembre, la charge détone. L'explosion est mineure, et seule une section de 1,5 mètre sur l'un des côtés de la voie est endommagée. En fait, un train en provenance de Changchun passe par le site même de l'explosion sans aucun problème, et parvient à Mukden à 22 h 30.

## Conséquences

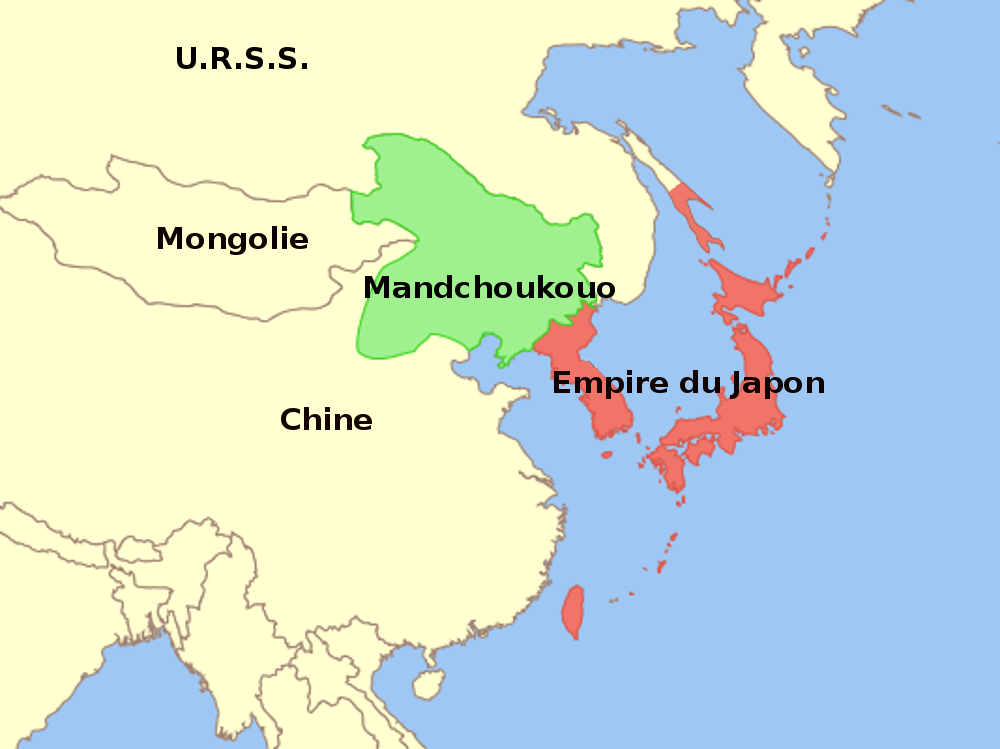
Carte du Mandchoukouo.

Immédiatement après l'explosion, les Japonais cernèrent la garnison chinoise toute proche, et attaquèrent les troupes qui y étaient cantonnées, sous prétexte que toute propriété du Japon devait être protégée des assauts des troupes chinoises.
« Il est hors de doute que le gouvernement japonais, mis devant le fait accompli, était impuissant […]. Le Premier ministre expliqua au souverain qu'il avait ordonné à l'armée du Guandong de regagner ses bases ». De son côté, le ministre de la Guerre, Minami, envoya « un télégramme à Mukden dans lequel il approuvait l'action […] mais souhaitait aussi que l'affaire ne prît pas d'autre ampleur ». « Les activistes de l'armée du Guandong décidèrent de passer outre, et ce fut de leur propre initiative qu'ils lancèrent l'offensive contre Chanchun le 20 » du mois, déclenchant l'invasion de la Mandchourie. Les militaires l'avaient emporté sur le pouvoir civil, une situation qui annonçait la pression grandissante des militaires sur les civils au cours des années trente (assassinat du Premier ministre en 1932, tentative de coup d'État du 26/02/1936), jusqu'à la Seconde Guerre mondiale.
En quelques jours, les trois provinces du Heilongjiang, du Jilin et du Liaoning (où se situe Mukden) sont prises par les Japonais. Le 20 novembre, une conférence du gouvernement chinois se met en place. La faction de Guangzhou du Kuomintang y insiste pour que Tchang Kaï-chek démissionne, vu la débâcle en Mandchourie et le manque de résistance sérieuse des troupes chinoises. Tchang démissionne le 15 décembre. Sun Ke, le fils de Sun Yat-sen, devient président de la république de Chine, et fait le vœu de défendre Jinzhou, une autre ville du Liaoning, rapidement perdue en janvier 1932. 
« S'il ne fait aucun doute que les conspirateurs lancèrent l'incident de leur propre initiative, le gouvernement nippon, et l'empereur en personne, ne devaient pas tarder à considérer la nouvelle situation en Mandchourie avec sérénité », et à reprendre à leur compte les conséquences de l'invasion de la Mandchourie. Le 18 février 1932, l'État du Mandchoukouo est proclamé sur le territoire de la Mandchourie avec Hsinking comme capitale. S'il est indépendant pour la forme, il est sur le fond un protectorat japonais. La Chine reconnait de facto cette situation par la trêve de Tanggu, dans le but de gagner du temps pour se renforcer.
Les acteurs de l'opération furent promus, démontrant que si les conspirateurs militaires avaient agi de leur propre initiative, ils l'avaient fait dans un contexte japonais plus vaste, favorable à une politique de puissance sur le continent asiatique. L'empire du Japon poursuivit sa politique expansionniste en Chine, déclenchant en 1937 la seconde guerre sino-japonaise puis en 1939 une attaque ratée contre la Mongolie pro-soviétique lors de la bataille de Khalkhin Gol. 
Le gouvernement du Mandchoukouo demeura en place, sous administration japonaise jusqu'au 15 août 1945, quelques jours après le déclenchement de l'invasion soviétique de la Mandchourie.

## Controverse
Les opinions divergent encore aujourd'hui quant à la nationalité de ceux qui ont déposé la bombe à Mukden. L'exposition consacrée à l'incident du 18 septembre de Mukden, présentée par les Chinois dans la ville, montre que la bombe aurait été déclenchée par les Japonais. Le musée du sanctuaire de Yasukuni, à Tokyo, soutient quant à lui que les Chinois sont responsables de l'attentat. L'encyclopédie Columbia déclare que la vérité est inconnue. Cela dit, de nombreux éléments semblent accuser l'armée japonaise du Guandong. Alors que la plupart des membres de cette armée ont démenti avoir posé la bombe, le major Hanaya a confessé que les Japonais avaient bien mis le plan au point et déposé la bombe.

## Commémoration

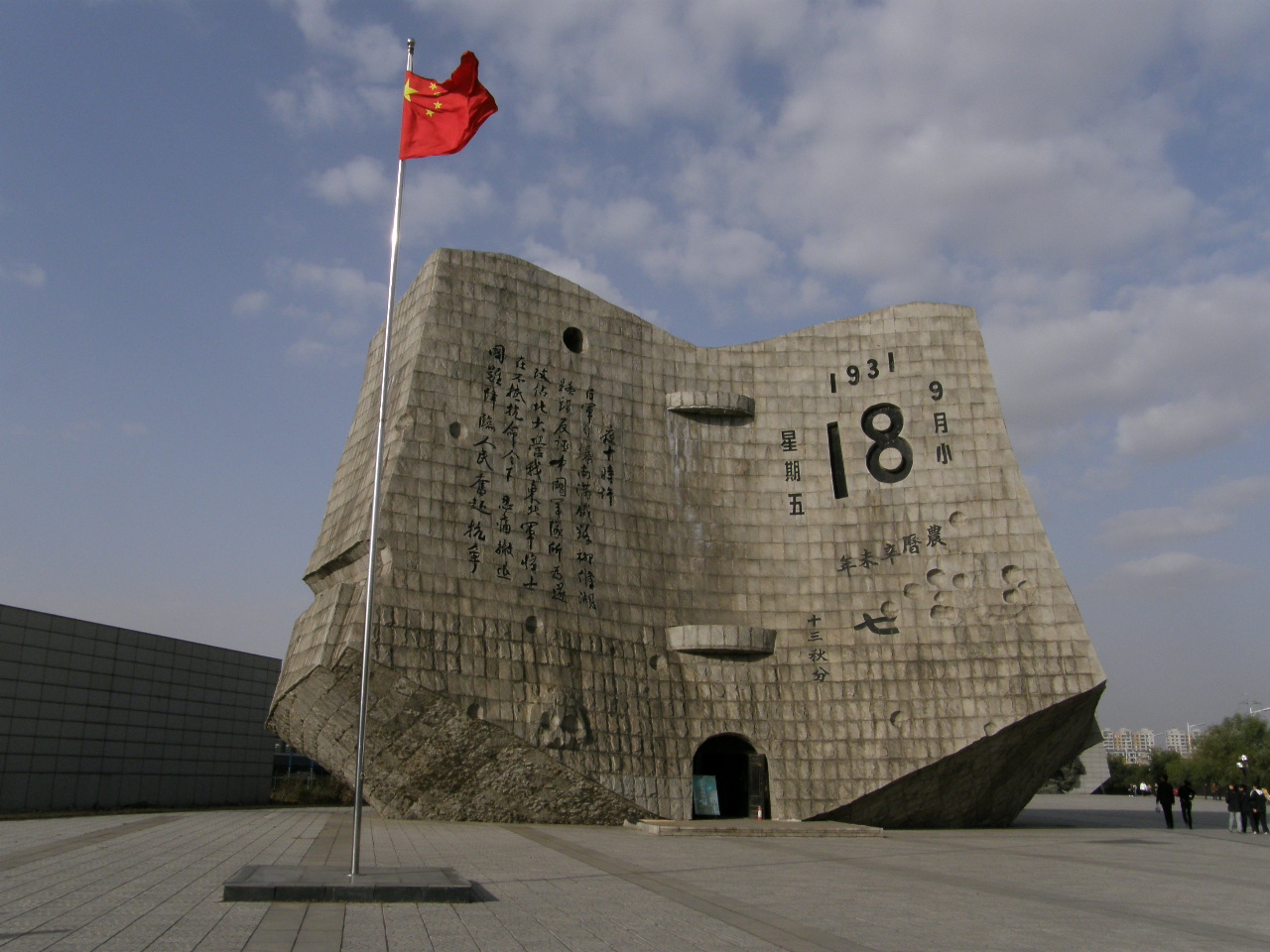
Portail du mémorial du 18-Septembre à Shenyang (anciennement Mukden en mandchou).

Le gouvernement de la république populaire de Chine a déclaré le 18 septembre « jour national d'Humiliation ». Le gouvernement de la RPC a ouvert à Shenyang un mémorial qui abrite une exposition historique sur l'incident de Mukden, inaugurée le 18 septembre 1991. L'exposition mêle quelques pièces historiques, notamment des affiches et des documents, à une reconstitution pédagogique et spectaculaire de l'événement, de l'occupation japonaise qui a suivi, de la résistance des partisans chinois, et de la libération finale. La dernière salle est consacrée à la réconciliation du Japon et de la Chine. Le Premier ministre japonais Ryūtarō Hashimoto a visité le musée en 1997. C'est une des principales attractions touristiques de la ville de Shenyang.

## Rapport Lytton
Voici un extrait significatif du rapport de la commission Lytton sur cet incident : 
Traduction :
« Des sentiments tendus existaient indubitablement entre les armées japonaise et chinoise. Les Japonais, comme il fut expliqué à la Commission, avaient de toute évidence un plan méticuleusement préparé en vue de possibles hostilités entre eux et les Chinois. Dans la nuit du 18 au 19 septembre, ce plan fut mis en œuvre avec rapidité et précision. Les Chinois, conformément aux instructions référencées en page 69, n'avaient pas de plan pour attaquer les troupes japonaises, ni pour mettre en danger la vie ou la propriété de citoyens japonais à ces moments et lieux particuliers. Ils ne firent pas d'attaques concertées ou autorisées envers les forces japonaises et furent surpris par l'attaque japonaise et les opérations qui en découlèrent. Une explosion s'est indubitablement produite sur ou à proximité de la voie ferrée entre 22 heures et 22 heures 30 le 18 septembre, mais les dommages, si dommages il y eut, sur la voie ferrée n'ont pas empêché l'arrivée à l'heure du train venant de Changchun, et ne furent pas suffisants en eux-mêmes pour justifier une action militaire. Les opérations militaires des troupes japonaises pendant cette nuit, décrites précédemment, ne peuvent pas être regardées comme des mesures de légitime défense. En disant cela, la Commission n'exclut pas l'hypothèse que les officiers sur les lieux aient pensé qu'ils agissaient en légitime défense ».

## Culture populaire
L'incident est mis en scène dans un album de Tintin, le Lotus bleu. L'action est transposée à Shanghai : l'attentat y est organisé par l'agent japonais Mitsuhirato, et exécuté par des gangsters occidentaux. L'album raconte la propagande japonaise, l'invasion de la Mandchourie, et ce qui s'est passé à la Société des Nations.
Le mangaka Osamu Tezuka fait également référence à l'incident de Mandchourie à plusieurs reprises dans sa série en quatre volets L'Histoire des trois Adolf.